# Georgi Christow
Georgi Georgie Christow (bulgarisch Георги Христов, engl. Transkription: Georgi Hristov; * 10. Januar 1985 in Plowdiw) ist ein bulgarischer ehemaliger Fußballspieler, der zuletzt sechs Jahre bei den Tampa Bay Rowdies spielte. Seine Position war der Sturm.

## Sportlicher Werdegang
Christow begann seine Karriere beim FK Mariza Plowdiw. Zwischen 2002 und 2007 bestritt er insgesamt 110 Ligaspiele für den Verein. Nachdem er in der Saison 2006/07 Torschützenkönig der B-Grupa wurde wechselte er zur Saison 2007/08 zu Botew Plowdiw. Dort schoss er in 30 Spielen in der A Grupa 19 Tore und wurde somit bulgarischer Torschützenkönig. 2008 wechselte er zu Lewski Sofia, wo er auf Anhieb bulgarischer Meister und Supercupsieger wurde.
Nach einer weiteren Herbstsaison in Sofia wechselte Christow im Januar 2010 leihweise nach Polen zu Wisła Krakau. Dort konnte er sich nicht durchsetzen und kehrte im Juni 2010 wieder nach Sofia zurück. Ursprünglich wollte Krakau ihn bis Ende des Jahres ausleihen.
Am 31. August 2010 wechselte Christow zum Stadtrivalen Slawia Sofia. 2011 wurde er an den israelischen Verein FC Ashdod ausgeliehen. Dann wechselte er 2012 nach Lokomotive Sofia.
Am 8. März 2013 unterzeichnete der Bulgare einen Zwei-Jahres-Vertrag beim US-amerikanischen Fußball-Franchise Tampa Bay Rowdies. Mit 12 Toren in 22 Spielen wurde er der erfolgreichste Saisontorschütze 2013 der Mannschaft. Bis Januar 2019 blieb er beim Verein und beendete dann seine Laufbahn.

## Erfolge
- Bulgarischer Meister 2009
- Bulgarischer Supercupsieger 2009
- Torschützenkönig der höchsten bulgarischen Spielklasse 2008

## Nationalmannschaft
2008 wurde Christow in die bulgarische Nationalmannschaft berufen, bestritt aber kein Spiel.